# Lyonel Feininger
Pour les articles homonymes, voir Feininger.
Lyonel Charles Feininger, né le 17 juillet 1871 à New York, mort dans la même ville le 13 janvier 1956, est un peintre, graveur, caricaturiste, auteur de bandes dessinées et photographe germano-américain, principalement actif en Allemagne et lié au Bauhaus.

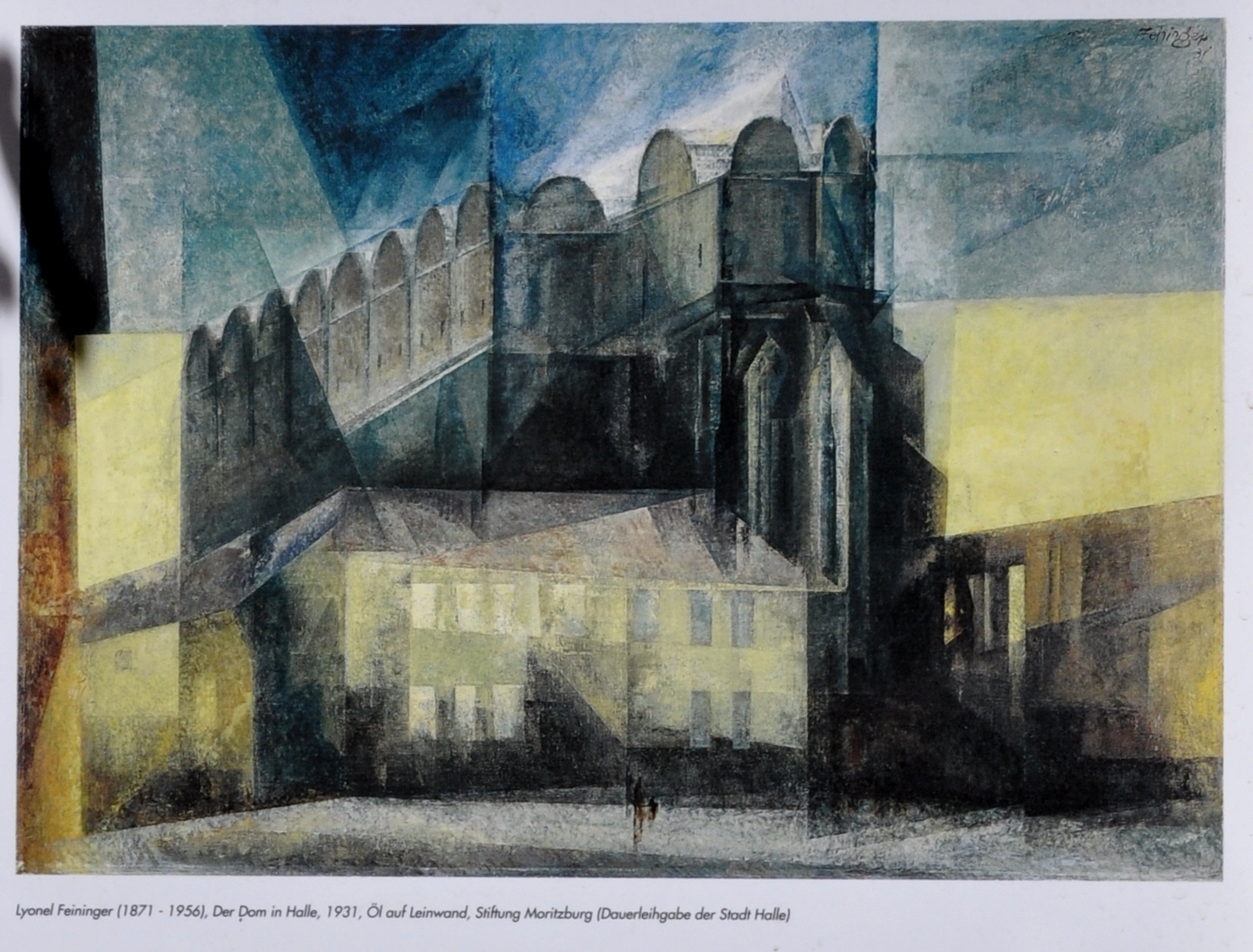
Der Dom in Halle (« La cathédrale de Halle »), 1931, Halle, Stiftung Moritzburg.

## Biographie

### Jeunesse et formation
Feininger naît à New York dans une famille de musiciens, d'origine allemande. Son père Karl était violoniste et compositeur et sa mère  Elizabeth pianiste et chanteuse.  
Au cours de son enfance, il se passionne pour les bateaux qui sillonnent l'Hudson River et l'East River : goélettes et petits voiliers, bateaux à vapeur. Il les dessine et en construit des modèles réduits, qu'il fait flotter sur l'étang de Central Park. Cette passion pour les bateaux et la mer l'accompagnera toute sa vie, comme le montrent les innombrables dessins, peintures et gravures de bateaux qu'il réalisera au cours de sa carrière. 
En 1887, âgé de 16 ans, il part pour l'Europe avec ses parents et débarque à Hambourg, en Allemagne. Il avait l'intention d'étudier le violon au conservatoire de Leipzig, mais, doué aussi bien sur le plan musical que sur celui de la peinture, il donne finalement la préférence à son penchant pour la peinture. Il décide de s'inscrire aux Beaux-Arts, d'abord à Hambourg (à l'Allgemeine Gewerbeschule), puis à Berlin (Königliche Akademie), Liège et Paris (Académie Colarossi). Il doit attendre longtemps avant d'être reconnu en tant qu'artiste, malgré de respectables succès comme illustrateur. 

### Carrière en Allemagne
Dès 1890, il publie des dessins dans le journal satirique Humoristische Blätter (de), puis, à partir de 1905, il réalise des caricatures pour les revues humoristiques Ulk, Fliegende Blätter et Lustige Blätter,. Il compte alors parmi les plus éminents dessinateurs de presse allemands du tournant du siècle. En plus de la caricature politique, le genre utopique burlesque à la manière d' Albert Robida et de Winsor McCay était l'une de ses spécialités. En 1906-1907, il réalise textes et dessins pour deux séries de bandes dessinées publiées par le Chicago Tribune : The Kin-der-Kids et Wee Willie Winkie's World, d'une grande liberté formelle et où l'on note entre autres un goût extrême pour l’anthropomorphisme : arbres, véhicules ou bâtiments ont des visages. Son œuvre picturale de 1906 à 1911 est influencée par ses planches illustratives.
Lyonel Feininger se marie en 1901 avec Clara Fürst (en) (1879-1944), pianiste de concert et fille du peintre Gustav Fürst. Ils ont eu deux filles, Eleonora (dite Lore) et Marianne. Lore Feininger (de) a été une photographe berlinoise de renom. Clara Fürst a été assassinée à Auschwitz par les nazis dans le cadre de la Shoah.
Il livre quelques dessins au magazine Le Témoin fondé par Paul Iribe. Ce n'est qu'en 1911, à Paris, qu'il trouve sa voie vers sa propre forme artistique, grâce aux œuvres des cubistes qu'il découvre au Salon des indépendants à Paris. Il se détourne presque totalement d'éléments figuratifs dans ses toiles et gravures, dont le thème principal devient la ville et l'architecture des villages thuringiens. Un haut clocher d'église est omniprésent dans les compositions qui datent de la guerre ou la suivent, comme un symbole d'espoir en un monde plus paisible. Fidèle aux préceptes cubistes, il renie toute perspective classique pour la recomposer à partir d'éléments déstructurés, de formes emboîtées les unes dans les autres de façon compliquée qui confèrent à l'œuvre une monumentalité intérieure et une sévère tectonique. Cependant, ses tableaux ne forment pas des blocs compacts et, grâce à son apprentissage des couleurs chez Robert Delaunay, ils irradient de lumière et de transparence. Les surfaces géométriques sont fragmentées, mais conservent un lyrisme qui lui est propre.
En 1908, Lyonel Feininger épouse Julia Berg (de), née Lilienfeld (1880-1970), ancienne étudiante des beaux-arts à Weimar, avec laquelle il a trois fils, Andreas, Laurence et Theodore Lukas (dit T. Lux).
Lyonel Feininger a été membre de la Sécession berlinoise en 1909, associé du groupe expressionniste Die Brücke, du Novembergruppe, du Gruppe 1919, et du groupe Les Quatre Bleus (The Blue Four).
En 1913, il présente une exposition individuelle à la galerie berlinoise Der Sturm. Durant la Première Guerre mondiale, il poursuit ses recherches formelles. Puis, en 1919, Walter Gropius l'invite au Bauhaus où il enseigne jusqu'en 1933, année où l'école est contrainte de fermer sous la pression du régime nazi. Il y était maître-professeur responsable de l'atelier d'impression. Sa gravure sur bois expressionniste, La cathédrale du Futur, est le premier emblème d’un Bauhaus encore mystique et romantique. Il est intéressant de saisir le gouffre qui le sépare de celui dessiné par Oskar Schlemmer en 1922 pour la même école. C'est durant son passage au Bauhaus que Feininger commence à se passionner pour la photographie qui deviendra une part importante de sa production. Il ne délaisse pas pour autant la peinture. Une grande rétrospective lui est d'ailleurs consacrée en 1931 à la Galerie nationale de Berlin. C'est également lorsqu'il enseigne dans cette école qu'il se nourrit de plusieurs courants artistiques pour alimenter son processus créatif, notamment le constructivisme, le cubisme et l'expressionnisme. Toutes ces influences artistiques sont d'ailleurs illustrées dans une série d'aquarelles intitulée Quimper que l'artiste a réalisée dans les années 1930. 

### Exil et carrière aux États-Unis
En 1937, à cause du régime nazi au pouvoir en Allemagne, Lyonel et Julia, qui est d'origine juive, s'exilent aux États-Unis. Les œuvres de Lyonel Feininger ont en effet été condamnées pour leur style moderne et « dégénéré » (Entartete Kunst) et exclues des musées allemands. Vingt-quatre de ses tableaux sont d'ailleurs exposés, peu après son départ, dans l'exposition consacrée à l'art désigné comme dégénéré par les nazis. 
Il enseigne pour le cours d'été 1937 au Mills College, à Oakland en Californie, y remplaçant Oskar Kokoschka. Puis, sa femme et lui s'installent à New York, où après une période d'adaptation, il se remet à la peinture. En 1944, il bénéficie d'une nouvelle rétrospective, cette fois au Museum of Modern Art de New York.
Lyonel Feininger meurt à New York le 13 janvier 1956.

## Postérité
Ses fils, Andreas (1906-1999), Laurence Feininger (1909-1976) et T. Lux (1910-2011), sont tous trois devenus des artistes de renom, le premier en tant que photographe, le second comme musicologue et le troisième en tant que photographe et peintre.
(6653) Feininger, un astéroïde de la ceinture principale, est nommé en son honneur.
En 2015, le Musée d'Art moderne André-Malraux, au Havre, lui a consacré une importante rétrospective.
En 2022, l'artiste est présenté à l'exposition Au Prisme du Bauhaus, proposée par la Galerie Raphael Durazzo.

## Œuvre

### Tableaux principaux
- Soulèvement, 1910, Museum of Modern Art, New York, États-Unis
- Gelmeroda III, 1913, National Gallery of Scotland, Édimbourg, Écosse
- Le Pont vert II, 1916, North Carolina Museum of Art, Raleigh, États-Unis
- Plan d'eau du village de Gelmeroda, 1922, Stadel Museum Frankfurt, Francfort, Allemagne
- Dame en mauve, 1922, Museo Thyssen-Bordnemisza, Madrid, Espagne
- Gelmeroda XII, 1929, Museum of Art, Rhode Island School of Design, Rhode Island, États-Unis
- Église, Erfurt, 1930, Museum of Fine Arts, Boston, États-Unis
- Manhattan II, 1940, Modern Art Museum of Fort Worth, États-Unis

### Photographie
Mondialement connu pour sa peinture, il a pourtant aussi laissé un œuvre important en photographie. Il découvre la technique alors qu'il enseigne au Bauhaus, à la fin des années 1920. Âgé de presque soixante ans, il se révèle un expérimentateur de premier ordre, notamment sur les images qu'il prend des bâtiments géométriques du campus à Dessau, en travaillant sur les effets de lumière et les jeux de négatifs. Il partage sa passion avec ses fils, en particulier, Andreas Feininger, photographe célèbre, et son voisin à Dessau, László Moholy-Nagy.
Une importante rétrospective de son travail photographique a eu lieu en 2011-2012, en Allemagne et aux États-Unis, de Berlin (Kupferstichkabinett, Staatliche Museen) à Cambridge, Massachusetts (Busch-Reisinger Museum), en passant par Munich (Pinakothek der Moderne) et Los Angeles (J. Paul Getty Museum).

### Musique
Feininger a composé plusieurs pièces musicales, en particulier des fugues. Certaines œuvres de Bach ont inspiré certaines de ses toiles, notamment la série Gelmeroda.